# Štiavnický stratovulkán

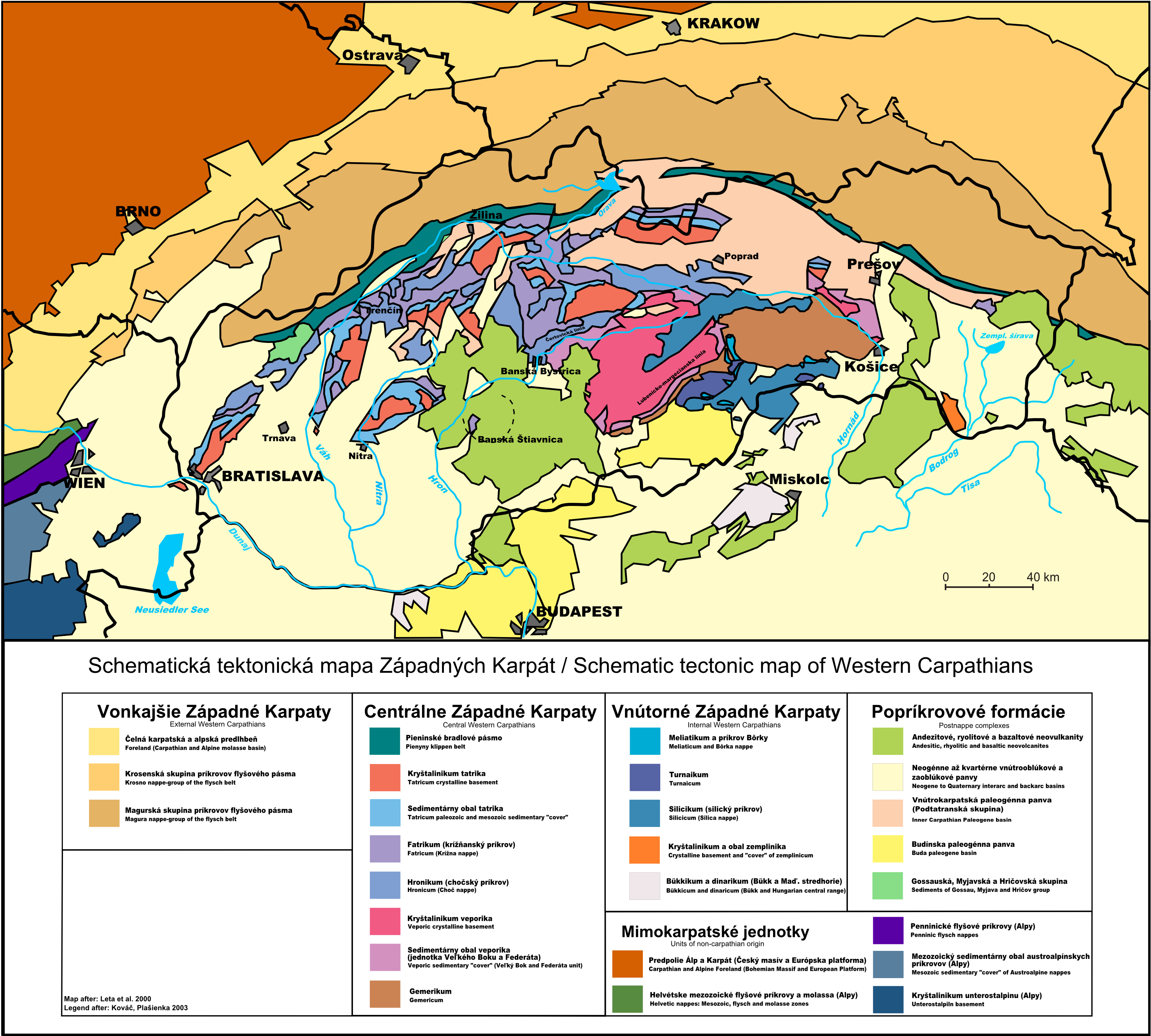
Tektonická mapa Západních Karpat

Štiavnický stratovulkán je relikt stratovulkánu, který existoval na území Slovenského středohoří ve spodním badenu, sarmatu (střední miocén, asi před 16,5 miliony let) po panon (svrchní miocén, asi před 9 miliony let). Název stratovulkánu je odvozen od Banské Štiavnice, která dnes leží v jeho poklesnuté kaldeře. Odhaduje se, že stratovulkán byl původně vysoký do 4 km a zabíral území o rozloze asi 2200 km².
Stratovulkán zabírá oblast dnešních Štiavnických vrchů, severní části Ipeľské pahorkatiny a Pohronského Inovce, na jihu a jihovýchodě pohoří Vtáčnik, jihu Kremnických vrchů a na západě Krupinské planiny. Částečně zasahuje i do oblasti Žiarské kotliny. Nejvyšším vrcholem v centrální části stratovulkánu je Sitno, na západě Veľký Inovec.

## Dějiny výzkumu
Oblast stratovulkánu byla předmětem geologického studia už od 18. století. Významně se o to přičinili přírodovědci působící na Hornické akademii v Banské Štiavnici (např. Christoph Traugott Delius, Giovanni Antonio Scopoli).
V období po druhé světové válce bylo území detailně zmapováno v měřítku 1:200 000 (mapový list Nitra publikovaný v roce 1963). Na tomto výzkumu se podílel širší kolektiv autorů pod vedením Miroslava Kuthana. Výzkum zde realizovali například K. Karolus, J. Šalát, L. Rozložník a další. Stratovulkán poté vymezil Vlastimil Konečný v roce 1968. Výsledkem dlouhodobého výzkumu byla geologická mapa 1:50 000, kterou zpracoval kolektiv pod vedením V. Konečného v roce 1998.

## Vznik a vývoj
Stratovulkán byl formován v několika etapách v západní části středoslovenského vulkanického pole. Prvním bylo období explozivního vulkanismu produkujícího pyroxenické a amfibolické andezity. Množství epiklastických a pyroklastických brekcií, tufů ale i extruze andezitových a dioritových porfyrů.
Poměrně rozšířené lávové proudy a pyroklastika představuje sebechlebská formace. Stratovulkán v tomto období aspoň částečně ležel svou jižní částí na mořském pobřeží.
Druhé stádium začalo obdobím vulkanického klidu, během něhož byla vrcholová část erodována. Začal vývoj kaldery v centrální části stratovulkánu. V kaldeře alespoň přechodně docházelo k jezerní sedimentaci (červenostudianské souvrství). Pokračoval andezitový vulkanismus (studenská formace).
V třetí fázi se projevilo poklesávání kaldery a pokračoval andezitový vulkanismus, který přecházel do vulkanismu dacitového. Ve vrcholové části stratovulkánu vznikla kaldera s rozměry asi 22x18 km. V tomto období došlo k vývoji intruzí, největší z nich je hodrušsko-štiavnický intruzivní komplex, tvořený („hodrušským“) granodioritem a dioritem.
Čtvrté stádium, které věkově odpovídá sarmatu se projevilo opětovnými efuzemi pyroxenických andezitů (například ladzanská formace), jejich tufů až hyaloklastitů. Vulkanity pronikaly na povrch podél okrajových zlomů kaldery. V pozdější fázi se začaly objavovat i leukokrátní andezity (např. inovecká formace). Koncem tohoto období začala poklesávat Žiarská kotlina.
První až čtvrtá fáze představují tzv. spodní stratovulkanickou stavbu. Následující pátá fáze je označována jako vrchní stratovulkanická stavba. Tato změna představuje přechod z vápenato-alkalického intermediárního ke kyselému vulkanismu areálového typu. 
Zatímco pokračoval pokles Žiarské kotliny, došlo k výzdvihu kaldery, zformovala se hodrušsko-štiavnická hrásť. Vznikající zlomy umožnily průnik ryolitového a ryodacitového magmatu (jastrabská formace). Kromě početných intruzivních těles, vznikly z poměrně viskózní lávy i tělesa tvořená vulkanickým sklem (např. Szabóova skála). V panonu došlo k vzniku menších vulkánů a lávových proudů bazaltických andezitů (komplex Šibeničného vrchu), které představovaly poslední fázi vápenato-alkalického vulkanismu.
Následná nejmladší fáze vulkanismu odpovídá alkalickým bazaltům, zřejmě spojených s pokračujícím rozpínáním Panonské pánve. Mezi tyto nejmladší projevy čtvrtohorního stáří patří např. bazaltové neky budující oblast Kalvárie resp. Ostrý vrch u Banské Štiavnice, nebo celkově nejmladší sopku na slovenském území - Putikov vŕšok u Nové Baně.

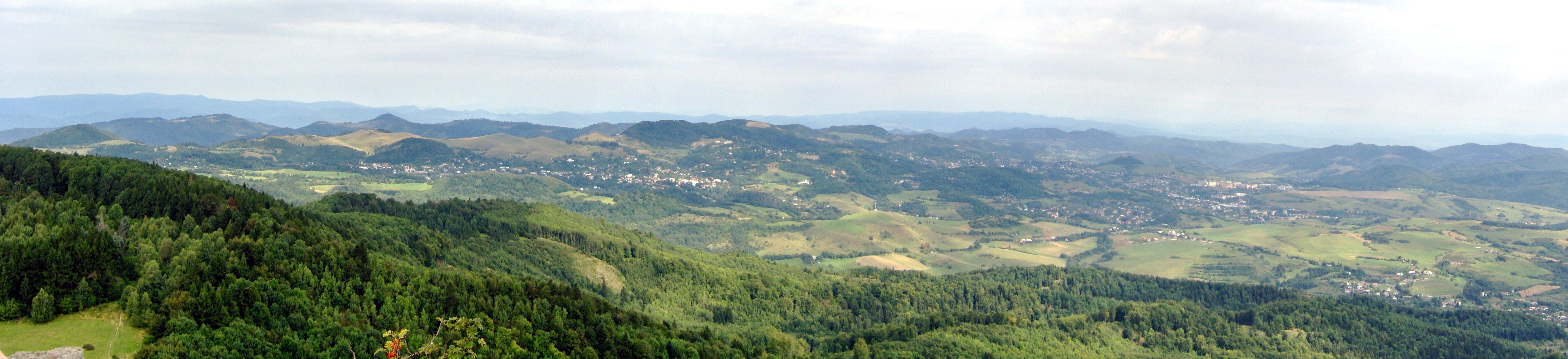
Banská Štiavnice v mohutné kaldeře někdejšího Štiavnického vulkánu (pohled z Sitna)